# Żegnaj mała
Akcent 2. Żegnaj mała – drugi studyjny album zespołu Akcent, wydany w 1991 roku. Zawiera 9 utworów. Tytułowy utwór stał się przebojem, który w 1997 roku doczekał się teledysku (wówczas grupa nagrała go w nowej aranżacji). Nagrania zrealizowano w Belgii, gdzie wówczas przebywał zespół, a konkretnie w Antwerpii w Computer Recording Studio Mariana Winklera, który był jednocześnie realizatorem nagrań. Na kasecie oprócz Zenona Martyniuka, można usłyszeć również wokal Mariusza Anikieja.

## Lista utworów
Strona A
1. Żegnaj mała
2. Hallo
3. Ty płaczesz
4. Blask oczu
5. Kopciuszek

Strona B
1. Czas jesienny
2. Iwona
3. Cinzano
4. Wybrane życie

## Skład zespołu
- Mariusz Anikiej – vocal, keyboard
- Zenon Martyniuk – vocal, gitara basowa
- Zenobiusz Gul – kierownik zespołu